# Primera División (2024/2025)
Primera División 2024/2025 – 94. edycja tych rozgrywek w historii. Brało w nich udział 20 drużyn. Pierwszy mecz został rozegrany 15 sierpnia 2024 roku, natomiast ostatni odbył się 25 maja 2025.
Beniaminkami byli: CD Leganés (powrót do Primera División po 4 latach) oraz Real Valladolid i RCD Espanyol (powrót po roku). Tytułu z poprzedniego sezonu bronił Real Madryt. Mistrzem Hiszpanii została FC Barcelona.

## Drużyny
| Uczestnicy poprzedniej edycji                                                                                 | Uczestnicy poprzedniej edycji | Uczestnicy poprzedniej edycji | Uczestnicy poprzedniej edycji |
| --- | ----------------------------- | ----------------------------- | ----------------------------- |
| RMA | Real Madryt                   | 1                             |                               |
| BAR | FC Barcelona                  | 2                             |                               |
| GIR | Girona FC                     | 3                             |                               |
| ATM | Atlético Madryt               | 4                             |                               |
| ATH | Athletic Bilbao               | 5                             |                               |
| RSO | Real Sociedad                 | 6                             |                               |
| BET | Real Betis                    | 7                             |                               |
| VIL | Villarreal CF                 | 8                             |                               |
| VAL | Valencia CF                   | 9                             |                               |
| DAL | Deportivo Alavés              | 10                            |                               |
| OSA | CA Osasuna                    | 11                            |                               |
| GET | Getafe CF                     | 12                            |                               |
| CEL | Celta Vigo                    | 13                            |                               |
| SEV | Sevilla FC                    | 14                            |                               |
| MAL | RCD Mallorca                  | 15                            |                               |
| LPA | UD Las Palmas                 | 16                            |                               |
| RAY | Rayo Vallecano                | 17                            |                               |
| Awans z Segunda División 2023/2024                                                                            |                               |                               |                               |
| LEG | CD Leganés                    | 1                             |                               |
| VLD | Real Valladolid               | 2                             |                               |
| po barażach                                                                                                   |                               |                               |                               |
| ESP | RCD Espanyol                  | 4                             |                               |
| Oznaczenia: - kolumna pierwsza – skróty nazw drużyn, - kolumna trzecia – miejsce zajęte w poprzednim sezonie. |                               |                               |                               |

## Stadiony i lokalizacje
| Herb | Miasto        | Stadion                       | Klub             | Pojemność | Zdjęcie |
| ---- | ------------- | ----------------------------- | ---------------- | --------- | ------- |
|      | Madryt        | Estadio Santiago Bernabéu     | Real Madryt      | 83 186    |         |
|      | Madryt        | Estadio Metropolitano         | Atlético Madryt  | 70 460    |         |
|      | Sewilla       | Estadio Benito Villamarín     | Real Betis       | 60 721    |         |
|      | Barcelona     | Estadi Olímpic Lluís Companys | FC Barcelona     | 55 926    |         |
|      | Bilbao        | San Mamés                     | Athletic Bilbao  | 53 289    |         |
|      | Walencja      | Estadio Mestalla              | Valencia CF      | 49 430    |         |
|      | Sewilla       | Estadio Ramón Sánchez Pizjuán | Sevilla FC       | 43 883    |         |
|      | Barcelona     | Estadi Cornellà-El Prat       | RCD Espanyol     | 40 000    |         |
|      | San Sebastián | Estadio Anoeta                | Real Sociedad    | 39 500    |         |
|      | Las Palmas    | Estadio Gran Canaria          | UD Las Palmas    | 31 250    |         |
|      | Vigo          | Estadio Balaídos              | Celta Vigo       | 29 000    |         |
|      | Valladolid    | Estadio José Zorrilla         | Real Valladolid  | 27 618    |         |
|      | Pampeluna     | Estadio El Sadar              | CA Osasuna       | 23 576    |         |
|      | Villarreal    | Estadio de la Cerámica        | Villarreal CF    | 23 000    |         |
|      | Palma         | Visit Mallorca Stadium        | RCD Mallorca     | 23 142    |         |
|      | Vitoria       | Estadio de Mendizorroza       | Deportivo Alavés | 19 840    |         |
|      | Getafe        | Coliseum Alfonso Pérez        | Getafe CF        | 16 500    |         |
|      | Madryt        | Campo de Fútbol de Vallecas   | Rayo Vallecano   | 14 708    |         |
|      | Girona        | Estadi Montilivi              | Girona FC        | 13 400    |         |
|      | Leganés       | Estadio Municipal de Butarque | CD Leganés       | 13 089    |         |

## Prezydenci, trenerzy, kapitanowie i sponsorzy
| Klub | Prezydent             | Trener                 | Kapitan               | Sponsor techniczny | Sponsor strategiczny                                                     |
| --- | --------------------- | ---------------------- | --------------------- | ------------------ | ------------------------------------------------------------------------ |
| Athletic Bilbao | Jon Uriarte           | Ernesto Valverde       | Óscar de Marcos       | Castore            | Kutxabank, Digi, B2BinPay                                                |
| Atlético Madryt | Enrique Cerezo        | Diego Simeone          | Koke                  | Nike               | Riyadh Air, Hyundai, Kraken, ComAve                                      |
| FC Barcelona | Joan Laporta          | Hansi Flick            | Marc-André ter Stegen | Nike               | Spotify, UNHCR, Philips                                                  |
| Celta Vigo | Marián Mouriño        | Claudio Giráldez       | Iago Aspas            | Hummel             | Estrella Galicia. Abanca, Grupo Recalvi                                  |
| Deportivo Alavés | Alfonso Fernández     | Eduardo Coudet         | Antonio Sivera        | Puma               | Dexin News, Álava, Digi, EBpay, Silken Hoteles                           |
| RCD Espanyol | Chen Yansheng         | Manolo González        | Sergi Gómez           | Kelme              | Conservas Dani, Rastar Group, Škoda                                      |
| Getafe CF | Ángel Torres Sánchez  | José Bordalás          | Dakonam Djene         | Joma               | Tecnocasa Group, ODTY News                                               |
| Girona FC | Delfí Geli            | Míchel                 | Cristhian Stuani      | Puma               | Etihad Airways, Marlex, HYLO, Costa Brava, Parlem                        |
| UD Las Palmas | Miguel Ramírez Alonso | Diego Martínez         | Kirian Rodríguez      | Hummel             | Gran Canaria, Cerveza Pío Pío, Grupo DISA, Kalise, BeCordial, Binter     |
| CD Leganés | Jeff Luhnow           | Borja Jiménez          | Sergio González       | Joma               | Ontime Logística, Nara Seguros, Mercanza                                 |
| RCD Mallorca | Andy Kohlberg         | Jagoba Arrasate        | Antonio Raíllo        | Nike               | aGEL, Juaneda Hospitales, Alua Hotels & Resorts, OK Mobility, Air Europa |
| CA Osasuna | Luis Sabalza          | Vicente Moreno         | Sergio Herrera        | Macron             | Kosner, Digi, Celer Light, Clínica Universidad de Navarra                |
| Rayo Vallecano | Raúl Martín Presa     | Iñigo Pérez            | Óscar Valentín        | Umbro              | Digi, Griffin Core Solutions                                             |
| Real Betis | Ángel Haro            | Manuel Pellegrini      | Isco                  | Hummel             | Gree Electric, Trainline, Drive REVEL, AUS Global                        |
| Real Madryt | Florentino Pérez      | Carlo Ancelotti        | Luka Modrić           | Adidas             | Emirates, HP                                                             |
| Real Sociedad | Jokin Aperribay       | Imanol Alguacil        | Mikel Oyarzabal       | Macron             | Yasuda Group, Kutxabank, Reale Seguros                                   |
| Real Valladolid | Ronaldo               | Álvaro Rubio           | Luis Pérez            | Kappa              | Estrella Galicia, JD Sports, INEXO                                       |
| Sevilla FC | José María del Nido   | Joaquín Caparrós       | Nemanja Gudelj        | Castore            | Socios.com, JD Sports                                                    |
| Valencia CF | Layhoon Chan          | Carlos Corberán        | José Gayà             | Puma               | TM Real Estate Group, Divina Seguros, Škoda                              |
| Villarreal CF | Fernando Roig         | Marcelino García Toral | Raúl Albiol           | Joma               | Pamesa Cerámica, ASCALE                                                  |
| Oznaczenia: - Jako sponsora technicznego należy rozumieć firmę, która dostarcza danemu klubowi sprzęt niezbędny do gry - Jako sponsora strategicznego należy rozumieć firmę, która reklamuje się na klatce piersiowej koszulki meczowej |                       |                        |                       |                    |                                                                          |

### Zmiany trenerów
| Klub             | Odszedł                   | Powód odejścia        | Data odejścia       | Przyszedł                 | Data przyjścia      |
| ---------------- | ------------------------- | --------------------- | ------------------- | ------------------------- | ------------------- |
| Przed sezonem    |                           |                       |                     |                           |                     |
| FC Barcelona     | Xavi                      | porozumienie stron    | 30 czerwca 2024     | Hansi Flick               | 1 lipca 2024        |
| RCD Mallorca     | Javier Aguirre            | koniec kontraktu      | 30 czerwca 2024     | Jagoba Arrasate           | 1 lipca 2024        |
| CA Osasuna       | Jagoba Arrasate           | koniec kontraktu      | 30 czerwca 2024     | Vicente Moreno            | 1 lipca 2024        |
| Sevilla FC       | Quique Sánchez Flores     | porozumienie stron    | 30 czerwca 2024     | Xavier García Pimienta    | 1 lipca 2024        |
| UD Las Palmas    | Francisco García Pimienta | porozumienie stron    | 30 czerwca 2024     | Luis Miguel Carrión       | 1 lipca 2024        |
| W trakcie sezonu |                           |                       |                     |                           |                     |
| UD Las Palmas    | Luis Miguel Carrión       | zwolnienie            | 8 października 2024 | Diego Martínez            | 9 października 2024 |
| Real Valladolid  | Paulo Pezzolano           | zwolnienie            | 30 listopada 2024   | Álvaro Rubio (tymczasowo) | 30 listopada 2024   |
| Deportivo Alavés | Luis García Plaza         | zwolnienie            | 2 grudnia 2024      | Eduardo Coudet            | 2 grudnia 2024      |
| Real Valladolid  | Álvaro Rubio              | koniec umowy opiekuna | 14 grudnia 2024     | Diego Cocca               | 14 grudnia 2024     |
| Valencia CF      | Rubén Baraja              | zwolnienie            | 23 grudnia 2024     | Carlos Corberán           | 25 grudnia 2024     |
| Real Valladolid  | Diego Cocca               | zwolnienie            | 17 lutego 2025      | Álvaro Rubio              | 17 lutego 2025      |
| Sevilla FC       | Francisco García Pimienta | zwolnienie            | 13 kwietnia 2025    | Joaquín Caparrós          | 13 kwietnia 2025    |

## Rozgrywki

### Tabela
| Lp. | Drużyna             | M  | Z  | R  | P  | B+  | B– | +/– | Pkt | Kwalifikacja lub spadek                |
| --- | ------------------- | -- | -- | -- | -- | --- | -- | --- | --- | -------------------------------------- |
| 1   | FC Barcelona (M, P) | 38 | 28 | 4  | 6  | 102 | 39 | +63 | 88  | Liga Mistrzów UEFA • Faza ligowa       |
| 2   | Real Madryt         | 38 | 26 | 6  | 6  | 78  | 38 | +40 | 84  | Liga Mistrzów UEFA • Faza ligowa       |
| 3   | Atlético Madryt     | 38 | 22 | 10 | 6  | 68  | 30 | +38 | 76  | Liga Mistrzów UEFA • Faza ligowa       |
| 4   | Athletic Bilbao     | 38 | 19 | 13 | 6  | 54  | 29 | +25 | 70  | Liga Mistrzów UEFA • Faza ligowa       |
| 5   | Villarreal CF       | 38 | 20 | 10 | 8  | 71  | 51 | +20 | 70  | Liga Mistrzów UEFA • Faza ligowa       |
| 6   | Real Betis          | 38 | 16 | 12 | 10 | 57  | 50 | +7  | 60  | Liga Europy UEFA • Faza ligowa         |
| 7   | Celta Vigo          | 38 | 16 | 7  | 15 | 59  | 57 | +2  | 55  | Liga Europy UEFA • Faza ligowa         |
| 8   | Rayo Vallecano      | 38 | 13 | 13 | 12 | 41  | 45 | −4  | 52  | Liga Konferencji UEFA • Runda play-off |
| 9   | CA Osasuna          | 38 | 12 | 16 | 10 | 48  | 52 | −4  | 52  |                                        |
| 10  | RCD Mallorca        | 38 | 13 | 9  | 16 | 35  | 44 | −9  | 48  |                                        |
| 11  | Real Sociedad       | 38 | 13 | 7  | 18 | 35  | 46 | −11 | 46  |                                        |
| 12  | Valencia CF         | 38 | 11 | 13 | 14 | 44  | 54 | −10 | 46  |                                        |
| 13  | Getafe CF           | 38 | 11 | 9  | 18 | 34  | 39 | −5  | 42  |                                        |
| 14  | RCD Espanyol        | 38 | 11 | 9  | 18 | 40  | 51 | −11 | 42  |                                        |
| 15  | Deportivo Alavés    | 38 | 10 | 12 | 16 | 38  | 48 | −10 | 42  |                                        |
| 16  | Girona FC           | 38 | 11 | 8  | 19 | 44  | 60 | −16 | 41  |                                        |
| 17  | Sevilla FC          | 38 | 10 | 11 | 17 | 42  | 55 | −13 | 41  |                                        |
| 18  | CD Leganés (S)      | 38 | 9  | 13 | 16 | 39  | 56 | −17 | 40  | Spadek do Segunda División             |
| 19  | UD Las Palmas (S)   | 38 | 8  | 8  | 22 | 40  | 61 | −21 | 32  | Spadek do Segunda División             |
| 20  | Real Valladolid (S) | 38 | 4  | 4  | 30 | 26  | 90 | −64 | 16  | Spadek do Segunda División             |

1. ↑  Primera División zyskała dodatkowe miejsce w Lidze Mistrzów dzięki zajęciu przez Hiszpanię miejsca jako jedna z dwóch federacji o najwyższym współczynniku punktów w sezonie 2024/25.

### Miejsca po danych kolejkach
| Drużyna \ Kolejka | 1            | 2  | 3  | 4  | 5  | 6  | 7  | 8  | 9  | 10 | 11 | 12 | 13 | 14 | 15 | 16 | 17 | 18 | 19 | 20 | 21 | 22 | 23 | 24 | 25 | 26 | 27 | 28 | 29 | 30 | 31 | 32 | 33 | 34 | 35 | 36 | 37 | 38 |   |
| ----------------- | ------------ | -- | -- | -- | -- | -- | -- | -- | -- | -- | -- | -- | -- | -- | -- | -- | -- | -- | -- | -- | -- | -- | -- | -- | -- | -- | -- | -- | -- | -- | -- | -- | -- | -- | -- | -- | -- | -- | - |
| Drużyna \ Kolejka | FC Barcelona | 2  | 2  | 1  | 1  | 1  | 1  | 1  | 1  | 1  | 1  | 1  | 1  | 1  | 1  | 1  | 1  | 1  | 3  | 3  | 3  | 3  | 3  | 3  | 1  | 1  | 1  | 1  | 1  | 1  | 1  | 1  | 1  | 1  | 1  | 1  | 1  | 1  | 1 |
| Real Madryt       | 15           | 4  | 5  | 2  | 3  | 2  | 2  | 2  | 2  | 2  | 2  | 2  | 2  | 2  | 2  | 2  | 3  | 2  | 2  | 1  | 1  | 1  | 1  | 2  | 2  | 3  | 2  | 2  | 2  | 2  | 2  | 2  | 2  | 2  | 2  | 2  | 2  | 2  |   |
| Atlético Madryt   | 8            | 3  | 4  | 3  | 2  | 4  | 3  | 4  | 3  | 3  | 4  | 3  | 3  | 3  | 3  | 3  | 2  | 1  | 1  | 2  | 2  | 2  | 2  | 3  | 3  | 2  | 3  | 3  | 3  | 3  | 3  | 3  | 3  | 3  | 3  | 3  | 3  | 3  |   |
| Athletic Bilbao   | 16           | 15 | 10 | 12 | 9  | 3  | 5  | 5  | 6  | 5  | 5  | 6  | 6  | 5  | 4  | 4  | 4  | 4  | 4  | 4  | 4  | 4  | 4  | 4  | 4  | 4  | 4  | 4  | 4  | 4  | 4  | 4  | 4  | 4  | 4  | 4  | 4  | 4  |   |
| Villarreal CF     | 5            | 5  | 2  | 4  | 4  | 6  | 4  | 3  | 4  | 4  | 3  | 4  | 4  | 4  | 5  | 5  | 6  | 5  | 5  | 5  | 5  | 5  | 5  | 5  | 5  | 5  | 5  | 5  | 5  | 5  | 5  | 5  | 6  | 5  | 5  | 5  | 5  | 5  |   |
| Real Betis        | 13           | 11 | 15 | 17 | 12 | 11 | 11 | 8  | 10 | 7  | 6  | 7  | 7  | 9  | 10 | 11 | 9  | 9  | 10 | 12 | 10 | 10 | 11 | 8  | 7  | 6  | 6  | 6  | 6  | 6  | 6  | 6  | 5  | 6  | 6  | 6  | 6  | 6  |   |
| Celta Vigo        | 1            | 1  | 3  | 8  | 5  | 9  | 9  | 10 | 9  | 10 | 11 | 10 | 11 | 11 | 12 | 10 | 12 | 11 | 12 | 13 | 13 | 13 | 12 | 14 | 10 | 10 | 9  | 8  | 8  | 7  | 7  | 8  | 7  | 7  | 7  | 7  | 7  | 7  |   |
| Rayo Vallecano    | 3            | 8  | 8  | 11 | 7  | 10 | 10 | 9  | 8  | 9  | 9  | 9  | 12 | 13 | 13 | 12 | 13 | 12 | 9  | 9  | 7  | 6  | 6  | 6  | 6  | 7  | 8  | 9  | 7  | 9  | 10 | 10 | 11 | 8  | 8  | 8  | 8  | 8  |   |
| CA Osasuna        | 14           | 7  | 12 | 7  | 11 | 8  | 7  | 7  | 5  | 8  | 8  | 5  | 5  | 6  | 7  | 7  | 8  | 10 | 11 | 10 | 11 | 8  | 9  | 9  | 12 | 11 | 14 | 14 | 14 | 13 | 12 | 11 | 8  | 9  | 11 | 9  | 9  | 9  |   |
| RCD Mallorca      | 11           | 16 | 18 | 10 | 13 | 5  | 6  | 6  | 7  | 6  | 7  | 8  | 9  | 8  | 6  | 8  | 5  | 6  | 6  | 6  | 6  | 9  | 10 | 7  | 8  | 8  | 7  | 7  | 9  | 10 | 8  | 7  | 9  | 10 | 9  | 10 | 10 | 10 |   |
| Real Sociedad     | 18           | 9  | 13 | 13 | 16 | 16 | 16 | 14 | 15 | 11 | 12 | 11 | 8  | 10 | 9  | 6  | 7  | 7  | 7  | 7  | 9  | 11 | 7  | 11 | 9  | 9  | 11 | 12 | 10 | 8  | 9  | 9  | 10 | 11 | 12 | 12 | 11 | 11 |   |
| Valencia CF       | 19           | 20 | 20 | 20 | 20 | 19 | 17 | 18 | 18 | 20 | 20 | 20 | 20 | 18 | 19 | 19 | 20 | 19 | 20 | 19 | 19 | 19 | 18 | 18 | 18 | 18 | 16 | 16 | 15 | 15 | 13 | 14 | 14 | 12 | 10 | 11 | 12 | 12 |   |
| Getafe CF         | 10           | 12 | 14 | 16 | 18 | 18 | 19 | 15 | 16 | 16 | 15 | 16 | 17 | 15 | 17 | 15 | 16 | 17 | 15 | 16 | 14 | 14 | 14 | 13 | 14 | 14 | 12 | 10 | 12 | 11 | 11 | 12 | 12 | 13 | 13 | 15 | 13 | 13 |   |
| RCD Espanyol      | 20           | 19 | 19 | 14 | 10 | 13 | 14 | 17 | 14 | 15 | 17 | 17 | 18 | 19 | 18 | 18 | 18 | 18 | 18 | 18 | 18 | 17 | 16 | 15 | 15 | 15 | 15 | 15 | 16 | 16 | 15 | 13 | 13 | 14 | 14 | 16 | 17 | 14 |   |
| Deportivo Alavés  | 17           | 17 | 9  | 6  | 6  | 7  | 8  | 11 | 13 | 14 | 16 | 14 | 15 | 16 | 16 | 16 | 17 | 16 | 17 | 17 | 17 | 18 | 19 | 19 | 19 | 19 | 18 | 17 | 17 | 17 | 17 | 18 | 17 | 17 | 17 | 17 | 14 | 15 |   |
| Girona FC         | 9            | 18 | 7  | 5  | 8  | 12 | 12 | 12 | 11 | 12 | 13 | 12 | 10 | 7  | 8  | 9  | 10 | 8  | 8  | 8  | 8  | 7  | 8  | 10 | 13 | 13 | 13 | 13 | 13 | 14 | 16 | 16 | 16 | 15 | 15 | 13 | 15 | 16 |   |
| Sevilla FC        | 7            | 13 | 17 | 19 | 14 | 15 | 13 | 13 | 12 | 13 | 10 | 13 | 13 | 12 | 11 | 13 | 11 | 14 | 13 | 11 | 12 | 12 | 13 | 12 | 11 | 12 | 10 | 11 | 11 | 12 | 14 | 15 | 15 | 16 | 16 | 14 | 16 | 17 |   |
| CD Leganés        | 12           | 6  | 6  | 9  | 15 | 14 | 15 | 16 | 17 | 17 | 14 | 15 | 14 | 14 | 15 | 17 | 15 | 15 | 16 | 15 | 16 | 16 | 17 | 16 | 16 | 16 | 17 | 18 | 18 | 18 | 19 | 19 | 19 | 19 | 18 | 18 | 18 | 18 |   |
| UD Las Palmas     | 6            | 14 | 16 | 18 | 19 | 20 | 20 | 20 | 20 | 19 | 18 | 18 | 16 | 17 | 14 | 14 | 14 | 13 | 14 | 14 | 15 | 15 | 15 | 17 | 17 | 17 | 19 | 19 | 19 | 19 | 18 | 17 | 18 | 18 | 19 | 19 | 19 | 19 |   |
| Real Valladolid   | 4            | 10 | 11 | 15 | 17 | 17 | 18 | 19 | 19 | 18 | 19 | 19 | 19 | 20 | 20 | 20 | 19 | 20 | 19 | 20 | 20 | 20 | 20 | 20 | 20 | 20 | 20 | 20 | 20 | 20 | 20 | 20 | 20 | 20 | 20 | 20 | 20 | 20 |   |

### Lider kolejka po kolejce
CEL – Celta Vigo, BAR – FC Barcelona, ATM – Atlético Madryt, RMA – Real Madryt

### Wyniki
| Gospodarz \ Gość | ALA | ATH | ATM | BAR | CEL | ESP | GET | GIR | LPA | LEG | MLL | OSA | RAY | BET | RMA | RSO | SEV | VAL | VLL | VIL |
| ---------------- | --- | --- | --- | --- | --- | --- | --- | --- | --- | --- | --- | --- | --- | --- | --- | --- | --- | --- | --- | --- |
| Alavés           | —   | 1–1 | 0–0 | 0–3 | 1–1 | 0–1 | 0–1 | 0–1 | 2–0 | 1–1 | 1–0 | 1–1 | 0–2 | 0–0 | 0–1 | 1–0 | 2–1 | 1–0 | 2–3 | 1–0 |
| Athletic Bilbao  | 1–0 | —   | 0–1 | 0–3 | 3–1 | 4–1 | 1–1 | 3–0 | 1–0 | 0–0 | 1–1 | 0–0 | 3–1 | 1–1 | 2–1 | 1–0 | 1–1 | 1–0 | 7–1 | 2–0 |
| Atlético Madryt  | 2–1 | 1–0 | —   | 2–4 | 1–1 | 0–0 | 1–0 | 3–0 | 2–0 | 3–1 | 2–0 | 1–0 | 3–0 | 4–1 | 1–1 | 4–0 | 4–3 | 3–0 | 4–2 | 1–1 |
| Barcelona        | 1–0 | 2–1 | 1–2 | —   | 4–3 | 3–1 | 1–0 | 4–1 | 1–2 | 0–1 | 1–0 | 3–0 | 1–0 | 1–1 | 4–3 | 4–0 | 5–1 | 7–1 | 7–0 | 2–3 |
| Celta Vigo       | 2–1 | 1–2 | 0–1 | 2–2 | —   | 0–2 | 1–0 | 1–1 | 1–1 | 2–1 | 2–0 | 1–0 | 1–2 | 3–2 | 1–2 | 2–0 | 3–2 | 3–1 | 3–1 | 3–0 |
| Espanyol         | 3–2 | 1–1 | 1–1 | 0–2 | 3–1 | —   | 1–0 | 1–1 | 2–0 | 1–1 | 2–1 | 0–0 | 2–1 | 1–2 | 1–0 | 0–1 | 0–2 | 1–1 | 2–1 | 1–2 |
| Getafe           | 2–0 | 0–2 | 2–1 | 1–1 | 1–2 | 1–0 | —   | 0–1 | 1–3 | 1–1 | 0–1 | 1–1 | 0–0 | 1–2 | 0–1 | 0–0 | 0–0 | 1–1 | 2–0 | 1–2 |
| Girona           | 0–1 | 2–1 | 0–4 | 1–4 | 2–2 | 4–1 | 1–2 | —   | 2–1 | 4–3 | 1–0 | 4–0 | 0–0 | 1–3 | 0–3 | 0–1 | 1–2 | 1–1 | 3–0 | 0–1 |
| Las Palmas       | 2–2 | 2–3 | 1–0 | 0–2 | 0–1 | 1–0 | 1–2 | 1–0 | —   | 0–1 | 2–3 | 1–1 | 0–1 | 1–1 | 1–1 | 1–3 | 2–2 | 2–3 | 2–1 | 1–2 |
| Leganés          | 3–3 | 0–2 | 1–0 | 0–1 | 3–0 | 3–2 | 1–0 | 1–1 | 2–1 | —   | 0–1 | 1–1 | 0–1 | 2–3 | 0–3 | 0–3 | 1–0 | 0–0 | 3–0 | 2–5 |
| Mallorca         | 1–1 | 0–0 | 0–1 | 1–5 | 1–2 | 2–1 | 1–2 | 2–1 | 3–1 | 0–0 | —   | 1–1 | 1–0 | 0–1 | 1–1 | 1–0 | 0–0 | 2–1 | 2–1 | 1–2 |
| Osasuna          | 2–2 | 1–2 | 2–0 | 4–2 | 3–2 | 2–0 | 1–2 | 2–1 | 2–1 | 1–1 | 1–0 | —   | 1–1 | 1–2 | 1–1 | 2–1 | 1–0 | 3–3 | 1–0 | 2–2 |
| Rayo Vallecano   | 1–0 | 1–2 | 1–1 | 1–2 | 2–1 | 0–4 | 1–0 | 2–1 | 1–3 | 1–1 | 0–0 | 3–1 | —   | 2–2 | 3–3 | 2–2 | 1–1 | 1–1 | 1–0 | 0–1 |
| Real Betis       | 1–3 | 2–2 | 1–0 | 2–2 | 2–2 | 1–0 | 2–1 | 1–1 | 1–0 | 2–0 | 1–2 | 1–1 | 1–1 | —   | 2–1 | 3–0 | 2–1 | 5–1 | 1–1 | 1–2 |
| Real Madryt      | 3–2 | 1–0 | 1–1 | 0–4 | 3–2 | 4–1 | 2–0 | 2–0 | 4–1 | 3–2 | 2–1 | 4–0 | 2–1 | 2–0 | —   | 2–0 | 4–2 | 1–2 | 3–0 | 2–0 |
| Real Sociedad    | 1–2 | 0–0 | 1–1 | 1–0 | 0–1 | 2–1 | 0–3 | 3–2 | 0–0 | 3–0 | 0–2 | 0–2 | 1–2 | 2–0 | 0–2 | —   | 0–1 | 3–0 | 2–1 | 1–0 |
| Sevilla          | 1–1 | 0–1 | 1–2 | 1–4 | 1–0 | 1–1 | 1–0 | 0–2 | 1–0 | 2–2 | 1–1 | 1–1 | 1–0 | 1–0 | 0–2 | 0–2 | —   | 1–1 | 2–1 | 1–2 |
| Valencia         | 2–2 | 0–1 | 0–3 | 1–2 | 2–1 | 1–1 | 3–0 | 2–0 | 2–3 | 2–0 | 1–0 | 0–0 | 0–1 | 4–2 | 1–2 | 1–0 | 1–0 | —   | 2–1 | 1–1 |
| Valladolid       | 0–1 | 1–1 | 0–5 | 1–2 | 0–1 | 1–0 | 0–4 | 0–1 | 1–1 | 0–0 | 1–2 | 2–3 | 1–2 | 1–0 | 0–3 | 0–0 | 0–4 | 1–0 | —   | 1–2 |
| Villarreal       | 3–0 | 0–0 | 2–2 | 1–5 | 4–3 | 1–0 | 1–1 | 2–2 | 3–1 | 3–0 | 4–0 | 4–2 | 1–1 | 1–2 | 1–2 | 2–2 | 4–2 | 1–1 | 5–1 | —   |

## Statystyki

### Bramki, kartki
| Kolejka                                          | Rozegrane mecze              | Strzelone gole               | Średnia goli na mecz         | Pokazane kartki              | Pokazane kartki              | Średnia kartek na mecz       | Kolejka                       | Rozegrane mecze               | Strzelone gole                | Średnia goli na mecz          | Pokazane kartki               | Pokazane kartki               | Średnia kartek na mecz        |
| ------------------------------------------------ | ---------------------------- | ---------------------------- | ---------------------------- | ---------------------------- | ---------------------------- | ---------------------------- | ----------------------------- | ----------------------------- | ----------------------------- | ----------------------------- | ----------------------------- | ----------------------------- | ----------------------------- |
| 1                                                | 10                           | 26                           | 2,60                         | 40                           | 1                            | 4,10                         | 20                            | 10                            | 28                            | 2,80                          | 44                            | 3                             | 4,70                          |
| 2                                                | 10                           | 21                           | 2,10                         | 43                           | 1                            | 4,40                         | 21                            | 10                            | 26                            | 2,60                          | 57                            | 3                             | 6,00                          |
| 3                                                | 10                           | 23                           | 2,30                         | 43                           | 2                            | 4,50                         | 22                            | 10                            | 24                            | 2,40                          | 51                            | 1                             | 5,20                          |
| 4                                                | 10                           | 25                           | 2,50                         | 38                           | 2                            | 4,00                         | 23                            | 10                            | 27                            | 2,70                          | 54                            | 1                             | 5,50                          |
| 5                                                | 10                           | 34                           | 3,40                         | 50                           | 5                            | 5,50                         | 24                            | 10                            | 29                            | 2,90                          | 51                            | 6                             | 5,70                          |
| 6                                                | 10                           | 30                           | 3,00                         | 55                           | 0                            | 5,50                         | 25                            | 10                            | 26                            | 2,60                          | 36                            | 4                             | 4,00                          |
| 7                                                | 10                           | 18                           | 1,80                         | 50                           | 1                            | 5,10                         | 26                            | 10                            | 26                            | 2,60                          | 27                            | 2                             | 2,90                          |
| 8                                                | 10                           | 27                           | 2,70                         | 39                           | 2                            | 4,10                         | 27                            | 10                            | 22                            | 2,20                          | 53                            | 4                             | 5,70                          |
| 9                                                | 10                           | 20                           | 2,00                         | 56                           | 3                            | 5,90                         | 28                            | 10                            | 32                            | 3,20                          | 47                            | 1                             | 4,80                          |
| 10                                               | 10                           | 35                           | 3,50                         | 53                           | 3                            | 5,60                         | 29                            | 10                            | 26                            | 2,60                          | 46                            | 0                             | 4,60                          |
| 11                                               | 10                           | 19                           | 1,90                         | 63                           | 2                            | 6,50                         | 30                            | 10                            | 26                            | 2,60                          | 38                            | 2                             | 4,00                          |
| 12                                               | 10                           | 25                           | 2,50                         | 43                           | 3                            | 4,60                         | 31                            | 10                            | 27                            | 2,70                          | 42                            | 3                             | 4,50                          |
| 13                                               | 10                           | 23                           | 2,30                         | 39                           | 1                            | 4,00                         | 32                            | 10                            | 27                            | 2,70                          | 36                            | 1                             | 3,70                          |
| 14                                               | 10                           | 34                           | 3,40                         | 63                           | 3                            | 6,60                         | 33                            | 10                            | 21                            | 2,10                          | 36                            | 3                             | 3,90                          |
| 15                                               | 10                           | 30                           | 3,00                         | 40                           | 0                            | 4,00                         | 34                            | 10                            | 28                            | 2,80                          | 41                            | 1                             | 4,20                          |
| 16                                               | 10                           | 30                           | 3,00                         | 50                           | 1                            | 5,10                         | 35                            | 10                            | 32                            | 3,20                          | 42                            | 1                             | 4,30                          |
| 17                                               | 10                           | 18                           | 1,80                         | 57                           | 3                            | 6,00                         | 36                            | 10                            | 20                            | 2,00                          | 40                            | 1                             | 4,10                          |
| 18                                               | 10                           | 32                           | 3,20                         | 41                           | 2                            | 4,30                         | 37                            | 10                            | 28                            | 2,80                          | 30                            | 2                             | 3,20                          |
| 19                                               | 10                           | 23                           | 2,30                         | 49                           | 1                            | 5,00                         | 38                            | 10                            | 27                            | 2,70                          | 27                            | 1                             | 2,80                          |
| Podsumowanie rundy pierwszej                     | Podsumowanie rundy pierwszej | Podsumowanie rundy pierwszej | Podsumowanie rundy pierwszej | Podsumowanie rundy pierwszej | Podsumowanie rundy pierwszej | Podsumowanie rundy pierwszej | Podsumowanie rundy rewanżowej | Podsumowanie rundy rewanżowej | Podsumowanie rundy rewanżowej | Podsumowanie rundy rewanżowej | Podsumowanie rundy rewanżowej | Podsumowanie rundy rewanżowej | Podsumowanie rundy rewanżowej |
| 190                                              | 190                          | 493                          | 2,595                        | 912                          | 36                           | 4,989                        | 190                           | 190                           | 502                           | 2,642                         | 798                           | 40                            | 4,411                         |
| Podsumowanie sezonu                              |                              |                              |                              |                              |                              |                              |                               |                               |                               |                               |                               |                               |                               |
| \| 380 \| 995 \| 2,618 \| 1710 \| 76 \| 4,700 \| |                              |                              |                              |                              |                              |                              |                               |                               |                               |                               |                               |                               |                               |
|                                                  |                              |                              |                              |                              |                              |                              |                               |                               |                               |                               |                               |                               |                               |
| 380                                              | 995                          | 2,618                        | 1710                         | 76                           | 4,700                        |                              |                               |                               |                               |                               |                               |                               |                               |

Ostatnia aktualizacja: . Źródło:zrodlo.

### Najlepsi strzelcy
| Bramki | Strzelcy           | Drużyna          |
| ------ | ------------------ | ---------------- |
| 31     | Kylian Mbappé      | Real Madryt      |
| 27     | Robert Lewandowski | FC Barcelona     |
| 21     | Ante Budimir       | CA Osasuna       |
| 20     | Alexander Sørloth  | Atlético Madryt  |
| 19     | Ayoze Pérez        | Villarreal CF    |
| 18     | Raphinha           | FC Barcelona     |
| 17     | Julián Álvarez     | Atlético Madryt  |
| 15     | Oihan Sancet       | Athletic Bilbao  |
| 13     | Kike               | Deportivo Alavés |
| 12     | Javi Puado         | RCD Espanyol     |
| 11     | Cristhian Stuani   | Girona FC        |
| 11     | Borja Iglesias     | Celta Vigo       |
| 11     | Dodi Lukebakio     | Sevilla FC       |
| 11     | Hugo Duro          | Valencia CF      |
| 11     | Vinícius Júnior    | Real Madryt      |
| 11     | Thierno Barry      | Villarreal CF    |
| 10     | Mauro Arambarri    | Getafe CF        |
| 10     | Iago Aspas         | Celta Vigo       |
| 10     | Ferran Torres      | FC Barcelona     |
| 10     | Dani Olmo          | FC Barcelona     |
| 10     | Fábio Silva        | UD Las Palmas    |
| 9      | Sandro Ramírez     | UD Las Palmas    |
| 9      | Lamine Yamal       | FC Barcelona     |
| 9      | Mikel Oyarzabal    | Real Sociedad    |
| 9      | Jude Bellingham    | Real Madryt      |
| 9      | Isco               | Real Betis       |
| 8      | 4 zawodników       | 4 zawodników     |
| 7      | 4 zawodników       | 4 zawodników     |
| 6      | 8 zawodników       | 8 zawodników     |
| 5      | 14 zawodników      | 14 zawodników    |
| 4      | 28 zawodników      | 28 zawodników    |
| 3      | 36 zawodników      | 36 zawodników    |
| 2      | 61 zawodników      | 61 zawodników    |
| 1      | 95 zawodników      | 95 zawodników    |

Źródło:

### Hat-tricki
| Gracz (klub)                         | Spotkanie                       | Rezultat | Kolejka | Data                |
| ------------------------------------ | ------------------------------- | -------- | ------- | ------------------- |
| Raphinha (FC Barcelona)              | FC Barcelona – Real Valladolid  | 7:0      | 4.      | 31 sierpnia 2024    |
| Javi Puado (RCD Espanyol)            | RCD Espanyol – Deportivo Alavés | 3:2      | 5.      | 14 września 2024    |
| Robert Lewandowski (FC Barcelona)    | Deportivo Alavés – FC Barcelona | 0:3      | 9.      | 6 października 2024 |
| Vinícius Júnior (Real Madryt)        | Real Madryt – CA Osasuna        | 4:0      | 13.     | 9 listopada 2024    |
| Thierno Barry (Villarreal CF)        | CD Leganés – Villarreal CF      | 2:5      | 18.     | 22 grudnia 2024     |
| Kike (Deportivo Alavés)              | Real Betis – Deportivo Alavés   | 1:3      | 20.     | 18 stycznia 2025    |
| Kylian Mbappé (Real Madryt)          | Real Valladolid – Real Madryt   | 0:3      | 21.     | 25 stycznia 2025    |
| Oihan Sancet (Athletic Bilbao)       | Athletic Bilbao – Girona FC     | 3:0      | 23.     | 8 lutego 2025       |
| Borja Iglesias (Celta Vigo)          | FC Barcelona – Celta Vigo       | 4:3      | 32.     | 19 kwietnia 2025    |
| Alexander Sørloth (Atlético Madryt)4 | Atlético Madryt – Real Sociedad | 4:0      | 35.     | 10 maja 2025        |
| Kylian Mbappé (Real Madryt)          | FC Barcelona – Real Madryt      | 4:3      | 35.     | 11 maja 2025        |
| Alexander Sørloth (Atlético Madryt)  | Girona FC – Atlético Madryt     | 0:4      | 38.     | 25 maja 2025        |

4 - strzelił 4 bramki w meczu

### Najlepsi asystenci
| Asysty | Zawodnik            | Drużyna         |
| ------ | ------------------- | --------------- |
| 13     | Lamine Yamal        | FC Barcelona    |
| 9      | Raphinha            | FC Barcelona    |
| 9      | Álex Baena          | Villarreal CF   |
| 8      | Iñaki Williams      | Athletic Bilbao |
| 8      | Vinícius Júnior     | Real Madryt     |
| 8      | Jude Bellingham     | Real Madryt     |
| 8      | Isco                | Real Betis      |
| 7      | Alejandro Berenguer | Athletic Bilbao |
| 7      | Daniel Rodríguez    | RCD Mallorca    |
| 7      | Antoine Griezmann   | Atlético Madryt |
| 7      | Yeremi Pino         | Villarreal CF   |
| 7      | Sergi Cardona       | Villarreal CF   |
| 6      | 11 zawodników       | 11 zawodników   |
| 5      | 16 zawodników       | 16 zawodników   |
| 4      | 23 zawodników       | 23 zawodników   |
| 3      | 36 zawodników       | 36 zawodników   |
| 2      | 59 zawodników       | 59 zawodników   |
| 2      | 112 zawodników      | 112 zawodników  |

Źródło:

### Trofeo Zamora
Trofeo Zamora to nagroda przyznawana przez hiszpański dziennik „Marca” zawodnikowi, który wpuścił najmniej bramek w stosunku do rozegranych meczów. Bramkarz musi rozegrać minimum 28 spotkań w sezonie po minimum 60 minut.
| Miejsce | Bramkarz         | Klub            | Wpuszczone gole | Mecze | Średnia |
| ------- | ---------------- | --------------- | --------------- | ----- | ------- |
| 1.      | Jan Oblak        | Atlético Madryt | 30              | 36    | 0,83    |
| 2.      | Thibaut Courtois | Real Madryt     | 29              | 30    | 0,97    |
| 3.      | David Soria      | Getafe CF       | 39              | 38    | 1,03    |
| 4.      | Dominik Greif    | RCD Mallorca    | 34              | 31    | 1,10    |
| 5.      | Álex Remiro      | Real Sociedad   | 43              | 36    | 1,19    |

Źródło:

## Nagrody

### Najlepszy piłkarz miesiąca
| Miesiąc     | Zawodnik           | Drużyna         |
| ----------- | ------------------ | --------------- |
| Sierpień    | Raphinha           | FC Barcelona    |
| Wrzesień    | Lamine Yamal       | FC Barcelona    |
| Październik | Robert Lewandowski | FC Barcelona    |
| Listopad    | Vinícius Júnior    | Real Madryt     |
| Grudzień    | Jude Bellingham    | Real Madryt     |
| Styczeń     | Kylian Mbappé      | Real Madryt     |
| Luty        | Oihan Sancet       | Athletic Bilbao |
| Marzec      | Isco               | Real Betis      |
| Kwiecień    | Pedri              | FC Barcelona    |

### Najlepszy trener miesiąca
| Miesiąc     | Trener            | Drużyna         |
| ----------- | ----------------- | --------------- |
| Sierpień    | Hansi Flick       | FC Barcelona    |
| Wrzesień    | Ernesto Valverde  | Athletic Bilbao |
| Październik | Hansi Flick       | FC Barcelona    |
| Listopad    | Míchel            | Girona FC       |
| Grudzień    | Diego Simeone     | Atlético Madryt |
| Styczeń     | José Bordalás     | Getafe CF       |
| Luty        | Hansi Flick       | FC Barcelona    |
| Marzec      | Manuel Pellegrini | Real Betis      |
| Kwiecień    | Manolo González   | RCD Espanyol    |